# Mario Viciosa
Mario Viciosa (Madrid, 1980) es un periodista, realizador, profesor y escritor español. 

## Biografía
Hijo de maestros, comenzó a interesarse por la radio en su infancia y se inició en la emisora de su instituto, para empezar a realizar un programa en la FM de San Sebastián de los Reyes a finales de los años noventa, poco antes de iniciar sus estudios de Periodismo en la Universidad Complutense de Madrid, con la nota más alta de selectividad de su año en España y el Premio Nacional de Bachillerato.
Compatibilizó su etapa universitaria con el trabajo en radio y televisión, mientras comenzó a participar como realizador y diseñador gráfico para publicidad, vídeo corporativo y documental. Trabajó para Canal 33, Antena 3 y en Canal Norte TV, donde fue responsable de varios magacines y donde comenzó a publicar algunos reportajes y entrevistas de corte científico (en colaboración con el Museo de la Ciencia Cosmocaixa de Alcobendas) ámbito en el que años después se especializaría.
Desde 2006 y hasta 2016 ha trabajado para la productora El Mundo TV y el diario El Mundo como responsable de realización, redactor de Ciencia y Especiales. Después formó parte del equipo fundador del diario El Independiente, en el que trabajó como encargado de temas de ciencia y salud, además de formar parte del laboratorio de nuevos formatos. Se encargó de una serie de podcasts sobre ciencia.
En 2019 se integra en la productora y agencia de verificación Newtral, como responsable del área de Ciencia y presentador de temas de ciencia y clima en su programa El Objetivo. Con motivo de la pandemia de COVID-19, se convierte en uno de los habituales presentadores de la actualidad sobre coronavirus en la cadena La Sexta, siendo analista de los espacios Al Rojo Vivo o La Sexta Noche y, finalmente, de la cadena Todo Noticias de Argentina.
En radio, tuvo una sección de cine en M-80 Radio entre 2002 y 2003. Ha sido colaborador de La Rosa de los Vientos de Onda Cero entre 2009 y 2013, llevando la sección de historia de la tecnología y la ciencia tras internet. Y, desde 2018, se puso al frente de la sección de ciencia ‘Divulga que algo queda’ de esa misma cadena, los fines de semana, dentro del programa Por fin no es lunes. Con el traslado del programa a las tardes de Onda Cero, estrena la sección Onda Retro Radio en Por Fin. En 2025 presenta, además, el programa de ciencia Esto no ha pasado, en la misma emisora.
Ha sido profesor en la Escuela Unidad Editorial y da clases en la Universidad CEU San Pablo y en el CSIC.

## Obra
En 2022 publicó el libro Las ballenas cantan jazz, Editorial Ariel (Planeta), Barcelona, ISBN 978-84-344-3534-6. Se trata de una obra de divulgación científica en forma de cartas de un personaje llamado Bob a Alice, una entidad hipotética y extraterrestre. Una explicación en que se comparte el extrañamiento de un mundo que, aunque nos es habitual, no deja de ser formidablemente asombroso. 

## Premios destacados
- Premio de Periodismo Rey Juan Carlos, Agencia Efe, junto al equipo de Especiales de El Mundo, por el especial sobre los 100 años de Gran Vía de Madrid. 2010.[7]
- SND Award of Excellence-coverage, por la realización multimedia en el especial sobre el 50 aniversario de los Rolling Stones[8] desde Reino Unido, publicado en El Mundo junto a Sonia Aparicio. 2013.
- Premio Concha García Campoy de Periodismo Científico, por sus pódcasts de ciencia en El Independiente. 2019.[9]
- Premio de la Asociación de Periodistas Agroalimentarios (APAE) junto a Cristina Castro. 2019.
- Premio de periodismo Boehringer Ingelheim a la divulgación en temas ambientales, por ‘La máquina del clima’, en Newtral y La Sexta. 2020.
- Premio de la Fundación Española de Reumatología-SER, por 'Los extintores de la covid', en Newtral. 2021.[10]
- Premio Periodístico Ecovidrio en prensa por su cobertura de la Cumbre del Clima en Newtral ‘El mundo cuando cumpla 18’. 2022.[11]
- Premio Asociación Nacional de Informadores de Salud (ANIS), Iñigo Lapetra. Finalista 2023. [12]
- Premio FSED de comunicación en salud y diabetes. 2024. [13]